# Mittelamerika-Makibär
Der Mittelamerika-Makibär (Bassaricyon gabbii), auch Schlankbär, Olingo oder Buschschwanz-Olingo genannt, ist eine Art der zu den Kleinbären gehörenden Makibären (Bassaricyon) aus Mittelamerika. Die Art ist die bekannteste Art der Makibären und wird auch von Touristen relativ oft im Biologischen Reservat Monteverde und in anderen Schutzgebieten in Costa Rica gesehen.

## Merkmale

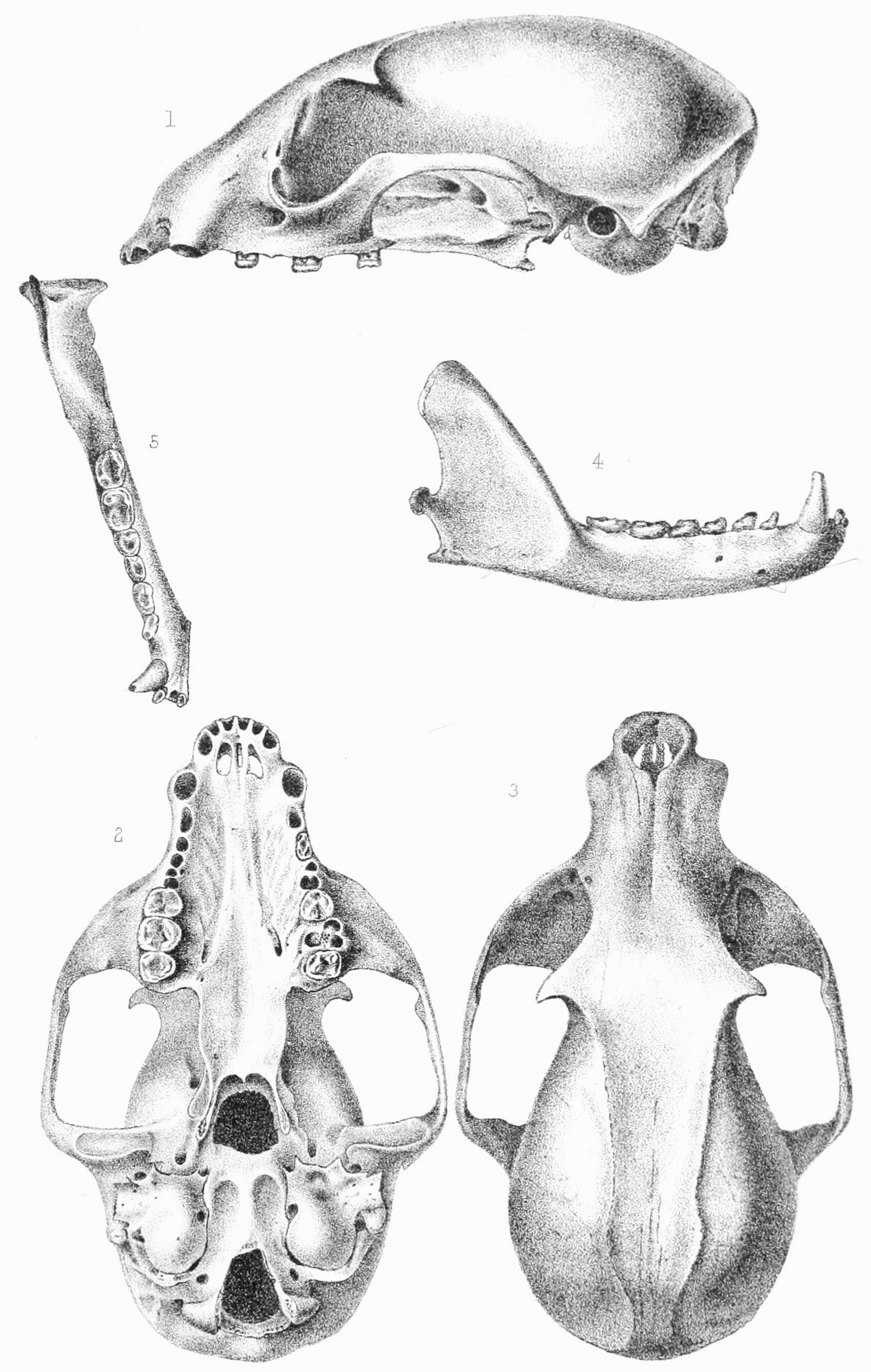
Der Schädel des Mittelamerika-Makibären

Der Mittelamerika-Makibär ist die größte Art der Makibären. Der Körper ist schlank mit relativ kurzen Vorderbeinen und etwas längeren Hinterbeinen. Er erreicht eine Körperlänge von etwa 78 bis 97 Zentimetern, wobei etwa 40 bis 52 Zentimeter auf den Schwanz entfallen. Die Schwanzlänge liegt beim 0,9- bis 1,2fachen der Kopfrumpflänge. Relativ zur Kopfrumpflänge ist der Schwanz damit kürzer als bei den drei anderen Makibärarten. Das Körpergewicht liegt bei 1,1 bis 1,58 Kilogramm.
Das Fell ist dick und weich. Die Körperfarbe ist braun bis graubraun, selten goldbraun, wobei die Bauchseite etwas heller cremefarben, manchmal mit einem orangen Einschlag ist. Entlang der Mittellinie des Rückens ist das Fell in der Regel dunkler und es besitzt ein gelbliches Band, das sich über den Nacken zu den Ohren zieht. Das breite Gesicht ist grauer als der Körper, die Schnauze ist kurz und spitz. Die Augen sind groß mit zimtfarbener Iris und senkrechten, schmalen Pupillen. Die Ohren sind abgerundet, die Ohrlänge beträgt 2,5 bis 4,4 Zentimeter.
Die Füße sind breit mit gebogenen Krallen, die Hinterfüße sind etwa 6,5 bis 10 Zentimeter lang. Anders als beim Wickelbären (Potos flavus), mit dem der Schlankbär häufig verwechselt wird, ist der Schwanz bei diesem nicht greiffähig. Er ist leicht dorsoventral abgeflacht und kann 11 bis 13 dunkle Ringe aufweisen. Die Schwanzspitze ist buschig behaart.
Der Schädel ist groß und breit, verglichen mit dem anderer Makibären. Die Jochbeine, besonders die der Männchen sind ausladend. Ältere Männchen entwickeln einen Scheitelkamm. Die Backenzähne und die Paukenblase sind relativ klein, kleiner als bei Bassaricyon medius und Bassaricyon alleni. Die Eckzähne sind dagegen größer als die anderer Makibären.
Von allen anderen Makibären kann der Mittelamerika-Makibär am einfachsten anhand seiner Färbung unterschieden werden. Er ist graubraun und hat normalerweise ein graues Gesicht, während die anderen Makibären eher bräunlich, teilweise mit einem rötlichen Einschlag, sind.

## Verbreitung und Lebensraum

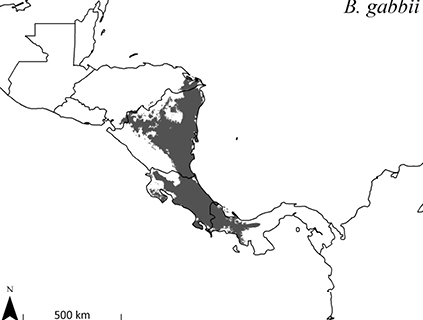
Das sicher bekannte Verbreitungsgebiet des Mittelamerika-Makibären

Der Mittelamerika-Makibär kommt vom nördlichen Nicaragua über Costa Rica bis in die westpanamaische Provinz Chiriquí vor. Einzelne Sichtungen gibt es auch aus Honduras und Guatemala. Dabei kommt er vor allem in immergrünen Regenwaldgebieten und an Waldrändern vor. Die Höhenverbreitung reicht von Meereshöhe bis in Höhen von 2000 Metern, wobei die Hauptverbreitung in Höhen von 1000 bis 1700 Metern liegt. Die östliche Grenze des Verbreitungsgebietes ist noch nicht genau bekannt. Sie liegt zwischen 81 und 80° West in Zentralpanama. Ob der Mittelamerika-Makibär dort Kontakt zu Bassaricyon medius hat, ob die Arten in einem kleinen Gebiet zusammen vorkommen, ob es möglicherweise zu einer begrenzten Hybridisierung kommt oder ob die Verbreitungsgebiete der Arten deutlich getrennt sind, ist bisher unbekannt.

## Lebensweise und Ökologie
Der Mittelamerika-Makibär ist primär nachtaktiv und lebt vor allem in den höheren Bereichen des Waldes im Laub der Bäume. Nach Ansicht einzelner Wissenschaftler meidet er anthropogen beeinflusste Gebiete, andere beschreiben eine gute Anpassung an Sekundärwälder und Plantagen.

### Ernährung
Er ernährt sich überwiegend von Früchten, vor allem von Feigen, und kann sehr häufig in früchtetragenden Bäumen beobachtet werden. Daneben soll er auch Insekten und kleine Wirbeltiere erbeuten wobei Prange & Prange 2009 dies als Gerücht darstellen. Dokumentiert ist der Fall eines Schlankbären im Biologischen Reservat Monteverde, Costa Rica, der ein Bunthörnchen (Sciurus variegatoides) gefangen und getötet hat. Ein weiterer Schlankbär soll regelmäßig Kolibris gefangen haben und ein dritter wurde beobachtet, wie er eine Mexikanische Hirschmaus (Peromyscus mexicanus) gefangen und gefressen hat.
Für Panama wurden insgesamt 15 verschiedene Nahrungspflanzen für den Mittelamerika-Makibären nachgewiesen, zudem wird vor allem zum Beginn der Trockenzeit dem Nektar der Blüten des Balsabaumes (Ochroma pyramidale) eine besondere Bedeutung zugeschrieben.
Zwischen den Mittelamerika-Makibären und dem teilweise im gleichen Lebensraum vorkommenden Wickelbären wird eine starke Konkurrenz um verfügbare Ressourcen, vor allem Nahrungspflanzen und Habitate, angenommen. Man geht davon aus, dass der in einem deutlich größeren Gebiet vorkommende Wickelbär gegenüber den Schlankbären konkurrenzstärker ist und diese entsprechend in Gebiete verdrängt, die nur über begrenzte Ressourcen verfügen.

### Fortpflanzung
Der Mittelamerika-Makibär bringt in der Regel ein einzelnes Jungtier nach einer Tragzeit von 2,5 Monaten zur Welt. Die Geburt erfolgt dabei wahrscheinlich zum Beginn der Trockenzeit.

## Fressfeinde und Parasiten
Zu den potenziellen Fressfeinden der Mittelamerika-Makibären gehören vor allem der Jaguarundi (Herpailurus yaguarondi), der Ozelot (Leopardus pardalis) sowie große Schlangen. Die Tayra (Eira barbara) könnte sie ebenfalls erbeuten, wenn sie sich tagsüber in ihre Bauten zurückziehen.
Über Parasiten der Mittelamerika-Makibären liegen nur wenige Informationen vor. Zu den nachgewiesenen Parasiten gehören die Leishmanien Leishmania braziliensis und Leishmania panamensis. Experimentell konnten die Tiere weder mit Isospora arctopitheci noch mit Toxoplasma gondii infiziert werden.

## Systematik
Der Mittelamerika-Makibär wird als anerkannte Art den Makibären der Gattung Bessaricyon zugeordnet, die nach derzeitigem Erkenntnisstand aus vier Arten besteht.
Benannt wurde Bassaricyon gabbii nach William M. Gabb, der das erste wissenschaftlich beschriebene Exemplar der Art gefangen hat. Gegenwärtig werden keine Unterarten anerkannt. Im nördlichen Nicaragua sollen die Tiere ein etwas rötlicheres Fall haben als die in Costa Rica oder im westlichen Panama. Sollte diese From als eigenständige Unterart anerkannt werden, so steht der Name Bassaricyon g. richardsoni J.A. Allen, 1908 zur Verfügung. Unter den Namen Bassaricyon lasius Harris, 1932 (Harris-Makibär) und Bassaricyon pauli Enders, 1936 (Chiriqui-Makibär) wurden Beschreibungen veröffentlicht, die sich nur in der Fellfarbe und der Haarlänge gering von Bassaricyon gabbii unterschieden. Die Beschreibungen basieren nur auf ein einziges Typusexemplar (Bassaricyon pauli) bzw. die Art ist nur von seinem Erstbeschreibungsort (Terra typica) nahe der Quelle des Rio Estrella im südlichen Cartago in Costa Rica bekannt (Bassaricyon lasius). Beide Formen gelten heute als Synonym von Bassaricyon gabbii.

## Gefährdung und Schutz
Die Art wird von der International Union for Conservation of Nature and Natural Resources (IUCN) global aufgrund des relativ großen Verbreitungsgebietes als „nicht gefährdet“ (Least concern) eingeschätzt. Die Art kommt in einer Reihe geschützter Gebiete in ihrem Verbreitungsgebiet vor und kann sich auch nach einer Veränderung des Lebensraumes gut an neue Lebensbedingungen anpassen. Als Hauptbedrohung für einzelne Populationen wird der Lebensraumverlust durch Entwaldung angesehen. Eine Bejagung der Art findet nicht statt, allerdings werden lokal die Jungtiere gefangen und als Haustiere verkauft.

## Belege
1. 1 2 3 4 5 6 7 8  Kristofer M. Helgen, Miguel Pinto, Roland Kays, Lauren Helgen, Mirian Tsuchiya, Aleta Quinn, Don Wilson, Jesus Maldonado: Taxonomic revision of the olingos (Bassaricyon), with description of a new species, the Olinguito. ZooKeys 324 (2013) : Special issue: 1-83. doi:10.3897/zookeys.324.5827
2. 1 2 3 4 5 6 7 8 9 10  Suzanne Prange, Timothy J. Prange: Bassaricyon gabbii (Carnivora: Procyonidae). In: Mammalian Species. Band 826, 2009, S. 1–7.
3. 1 2  Mel E. Sunquist & Fiona C. Sunquist: Northern Olingo Bassaricyon gabbii, Seite 525 in Don E. Wilson, Russell A. Mittermeier: Handbook of the Mammals of the World – Volume 1 Carnivores. Lynx Editions, 2009, ISBN 978-84-96553-49-1
4. ↑  William P. Harris Jr.: Four new mammals from Costa Rica. Occasional Papers of the Museum of Zoology, University of Michigan 248; S. 1–6. (Volltext)
5. ↑  Bassaricyon gabbii in der Roten Liste gefährdeter Arten der IUCN 2016. Eingestellt von: Helgen, K., Kays, R., Pinto, C., González-Maya, J.F. & Schipper, J., 2015. Abgerufen am 16. April 2018.